# Олег Платонов
Олег Анатољевич Платонов (рус. Олег Анатольевич Платонов; Свердловск, 11. јануар 1950)  руски историчар, писац, публициста, демограф и православни мислилац.  
По образовању је доктор економских наука. Платонов је зачетник и један од  састављача Велике енциклопедије руског народа. До сада је изашло 25 томова енциклопедије. Први је научник који је увео у научну употребу термин Руска цивилизација. Поред тога, директор је удружења православних научника Институт руске цивилизације (Институт русской цивилизации рус.), главни уредник часописа Руски вјесник (Русский вестник рус.) и члан Савеза писаца Русије  (Союз писателей России рус.). 

## Биографија
О. А. Платонов се родио 1950 године у Свердловску (Русија) данашњи Јекатеринбург. Одрастао је у породици директора једне фабрике у Јекатеринбургу. Након детињства, које је било испуњено сељењима Олег Анатољевич завршава Економски факултет у Москви на Московском кооперативном институту (Московский кооперативный институт) 1972 године. Потом је одбранио докторску дисертацију 1977 године на тему: Питања статистичког проучавања радних ресурса, који су искориштени у органима државне управе САД-а.  Докторску дисертацију је одбранио, опет из области економије, на тему: Проблеми повећања квалитета живота радника.
Након завршетка школовања на Коперативном институту, почиње да ради као старији научни сарадник у одељењу капиталистичких земаља при Централној дирекцији за статистику СССР-а  (Центральное статистическое управление СССР рус.). Касније је прешао у Институт рада СССР-а, где је радио у почетку као старији научни сарадник, а потом као водећи научни сарадник у периоду од 1977 до 1990 год. 
Значајан утицај на писца и његов рад, извршио је митрополит Петербургшки и Ладошки Јован Сничев (1927-1995). У сећање на њега је био основан Институт руске цивилизације у децембру 1993 године. Управо је Олег Платонов био његов оснивач, а две године касније је организовао научно издавачки центар Руска цивилизација. Од 1998 године ступа на положај главног уредника издаваштва Енциклопедија руског народа. Сем тога, члан је Асоцијације за комплексно изучавање руске нације (АКИРН).    

### Области научних интересовања
Широк је дијапазон Платоновљевих научних интересовања. Истраживао је многе теме из области економије, историје, руске демографије, филозофије (особито православне) и међународне политике.   У својим радовима, који обрађују питања на тему економије, политике и културе проучавао је узајамно деловање ових области једне на другу.  Бавио се проблемом руске филозофије и културологије привреде, онда проблемом руске цивилизације и народне разноликости Русије. У својим радовима из области економије научник открива непознате детаље из историје руске економије. Тврди да је привреда у руском традиционалном животу била, пре свега, духовно-морална категорија, у чијим оквирима је искључена трка за профитом, а привредни односи се оријентишу на одређени морално-радни поредак, који одбацује клањање новцу и неправедну експлоатацију. Надаље у књизи Руска економија без глобализма О. А. Платонов упоређује две дијаметрално супротне привреде руску и западну. Притом наводи, да се западна економија заснива на економском учењу Талмуда према којем добро и богато могу да живе само одабрани. Усто изводи закључак, да је главни циљ живота у економији Талмуда материјални успех, лака зарада, стицање новца и капитала свим могућим средствима, а пре свега, на рачун обмане и експлоатације свих неодабраних.
Када је реч о православној филозофији, писац поклања посебну пажњу појму Свете Русије у својим радовима. На једном месту у књизи Руски отпор борба против антихриста даје дефиницију владике Петербургшког и Ладошког Јована (Сничева) у нешто измењеном облику: Света Русија је посебно благодатно својство руског народа, које га чини бастионом хришћанске вере у целом свету. Ову морално-етичку категорију Платонов приписује једном од открића руске цивилизације. У разговору, односно интервјуу Александра Проханова са писцем О. А. Платоновом, писац износи следеће о Светој Русији: Особеност Русије и феноменологије руског духа се састоје у идеалима Свете Русије, у одбацивању старог човека, и у одбацивању греха, а као резултат тога је стварање новог човека. Русија је створила нову идеологију обнављања и преображаја света.  Разуме се, није једини Платонов писао о Светој Русији, него и такви научници попут великог руског историчара и филозофа С. С. Аверинцева (1937-2004). 